# Natsumi Akiyama
Natsumi Akiyama (født 23. juni 1994) er en kvindelig håndboldspiller fra Japan. Hun spiller på Japans kvindehåndboldlandshold, og deltog under VM 2019 i Japan.